# 阿部裕行
阿部 裕行（あべ ひろゆき、1956年（昭和31年）3月6日 - ）は、日本の政治家。東京都多摩市長（4期）。

## 概要
東京都小金井市生まれ。日本大学法学部新聞学科卒業。1979年に日本新聞協会に就職。
2002年3月4日、多摩市長の鈴木邦彦が辞職。これに伴い、4月21日に行われた市長選挙に民主党の推薦と社民党の支持を受け、出馬するも次点で落選。
2009年、日本新聞協会の事務局次長兼経営業務部長に就任。多摩第二小学校PTA会長や多摩市青少年問題協議会第二地区委員会会長（2004年 - 2010年）、内閣府に設置された「少子化への対応を考える有識者会議」委員や「男女共同参画推進連携会議」議員などを務めた。
2010年4月、民主・共産・社民・ネットの推薦を受け、多摩市長選挙に立候補し、初当選を果たした。革新系首長の誕生は、多摩市においては前身の町村時代を含めても史上初である。多摩市議会では日本共産党が与党勢力に加わっているが、一部を除き保守系会派・議員も予算案や条例案などに賛成する傾向にある。
2013年12月の記者会見で任期満了に伴い、実施される市長選に再選出馬を表明。2014年4月の同市長選には政党推薦を受けずに臨み、31,828票の得票で再選された。2018年4月、3選。2022年4月、4選。

## 市政
- 財政健全化、市職員給与問題（総人件費削減）、待機児童解消、ESD（持続可能な開発のための教育）推進（市立の小・中学校全27校がユネスコスクール加盟[9]）などに取り組む[10]。
- 多摩市非核平和都市宣言[11]、多摩市公契約条例[12]、多摩市女と男の平等参画を推進する条例[13]などを市議会に提案し、制定された。
- 地域企業や関係団体との連携では、東京ヴェルディ1969との「まちづくりの推進に関する基本協定」締結と市立陸上競技場の活用[14]、京王電鉄との「地域発展の推進に関する包括連携協定」に基づく多摩ニュータウン地域での移動販売開始[15]、東京都・都市再生機構（UR）と連携した多摩ニュータウン再生検討会議の開催[16]などを推進した。
- 多摩市長として平和市長会議、脱原発をめざす首長会議[17]、にっぽん子育て応援団[18]に参画している。
- 2020年6月、新型コロナウイルス対策の財源に充てるため、自身の7月から9月までの月額給与を20％減額する条例案を市議会定例会に提出した。浦野卓男、田代純子両副市長については10％減額する。6月11日、同条例案は可決された[19]。

## 著書
- 男と女で「半分こ」イズム(育時連編・著)
- PTA改革
- 育児で会社を休むような男たち(育時連編・著)